# 中国人民解放军海军陆战队
中国人民解放军海军陆战队(代号91811部队)，是中国人民解放军海军的独立兵种。自成立後很長的一段時間內，海軍陸戰隊目的僅是為了守衛島礁和進行兩棲突擊（作用僅限於奪取灘頭陣地而不向內陸進攻）。但隨著深化國防和軍隊改革的進行，海軍陸戰隊设立兵种领导机关，逐漸“由海向陸”，發展成一支類似美國海軍陸戰隊，具有多兵種合成、快速部署且可獨立進行遠洋作戰的部隊。是中華人民共和國維護其海洋利益、海外利益並進行對外遠征作戰的“拳頭”，聯合作戰行動中的“尖刀”。

## 沿革

### 水兵師與海軍陸戰師（1952－1957年）

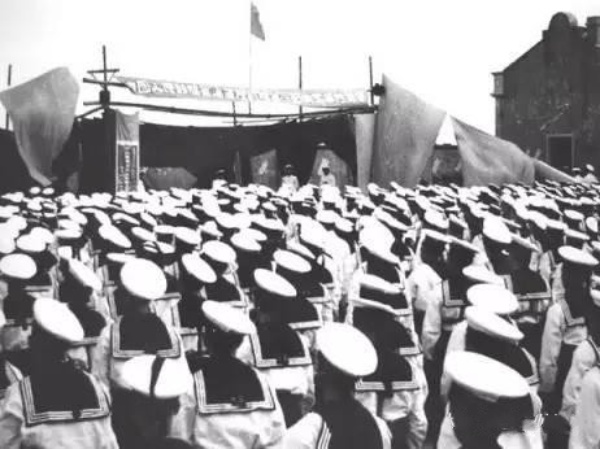
1953年3月18日，海军陆战团成立大会召开，标志了海军陆战队的成立

1952年5月，中國人民解放軍第85師（欠炮兵团）奉命改编为水兵师（师、团番号不变），成为新中國第一支“步兵加机帆船”的水陆两栖部队，开始担负起东南沿海海防、护航和护渔任务。1953年7月15日，东山岛保卫战爆發，水兵師第253團1個連參與戰鬥，擊退國民黨軍進攻。
1952年4月，中国人民解放军第30师划归海军，1953年3月18日，为了解放中国东南沿海岛屿，华东军区以调归海军的第30师89团团部及所属的7个建制连、1个57炮连为基础，组建海军陆战第一团。这标志着中国人民解放军海军陆战队的正式成立。
1954年12月9日，水兵师正式划归华东军区海军建制，並在海军陆战第一团和和水陆坦克教导团的基础上，合并华东军区水兵师师部及其所属的水兵第二团，组建了中国人民解放军海军陆战师，这是中国人民解放军海军陆战队的第一个师旅级单位。1955年1月，水兵师师部带水兵2团北上，抵达陇海路新浦、连云港、海州地区，开始整编。师部改为海军陆战师师部，水兵2团改为陆战团，另将海军水陆坦克教导团划给该师。1955年6月，海军陆战师移防浙江平湖，陆战团与原海军陆战第一团合编，称海军陆战师陆战第1团。同年海軍在福建成立了海军陆战学校，並派遣海軍陸戰隊參加一江山島戰役。
1957年1月，中共中央军委调整全军组织编制，海军陆战师与边防14团合编组成中国人民解放军守备第11师，海军陆战队被撤销，但保留了海軍陸戰團、數個兩棲坦克團和海军守备部队。

### 海軍陸戰團（1957－1980年）

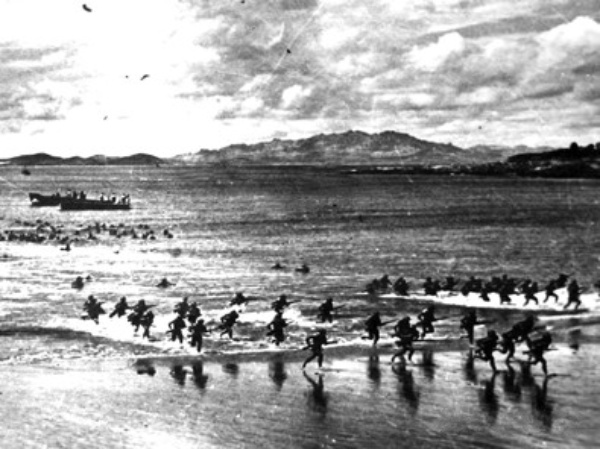
早期的海军陆战队进行两栖登陆演习

自1957年海軍陸戰師被裁撤後，解放軍还为每个舰队（东海舰队、南海舰队、北海舰队）各配备了一个陆军师来参加兩棲登陸战役。所属舰队的海军陆战团的任務主要是负责对这些陆军师进行登陆训练。这一时期，中国人民解放军海军参加的登陆战役，基本都是以这种形式进行的。當戰鬥打響後，海軍陸戰隊可編入這些陸軍師投入戰鬥。
1974年1月，南越在南中国海西沙群岛中的永乐群岛海域入侵中国领海和领土，海军南海舰队奉命还击，抽调海军守备部队3个连加入战斗。此外，还临时抽调驻防沿海的陆军部队加入作战，取得了战斗胜利。但這次戰鬥中，未經過專業兩棲作戰訓練的陸軍士兵出現了大量嘔吐和暈船等狀況，這樣的情況使得擁有一支可以進行快速部署的兩棲作戰力量的需求變得迫切了起來。劉華清在戰後撰寫的《關於海軍裝備問題的報告》中，提到了建立一支“可以隨時部署參與奪島作戰”的部隊。
1979年初，作为广州军区、海南军区作战值班分队，榆林守备10团部分官兵参加了支援西沙防卫作战任务。在收复西沙战斗中作战，战斗结束后该团接管了中建岛、珊瑚岛、金银岛、琛航岛、东岛等岛屿在内的西沙群岛8个岛礁，并担负守礁建礁任务。

### 海軍陸戰旅（1980－2017年）

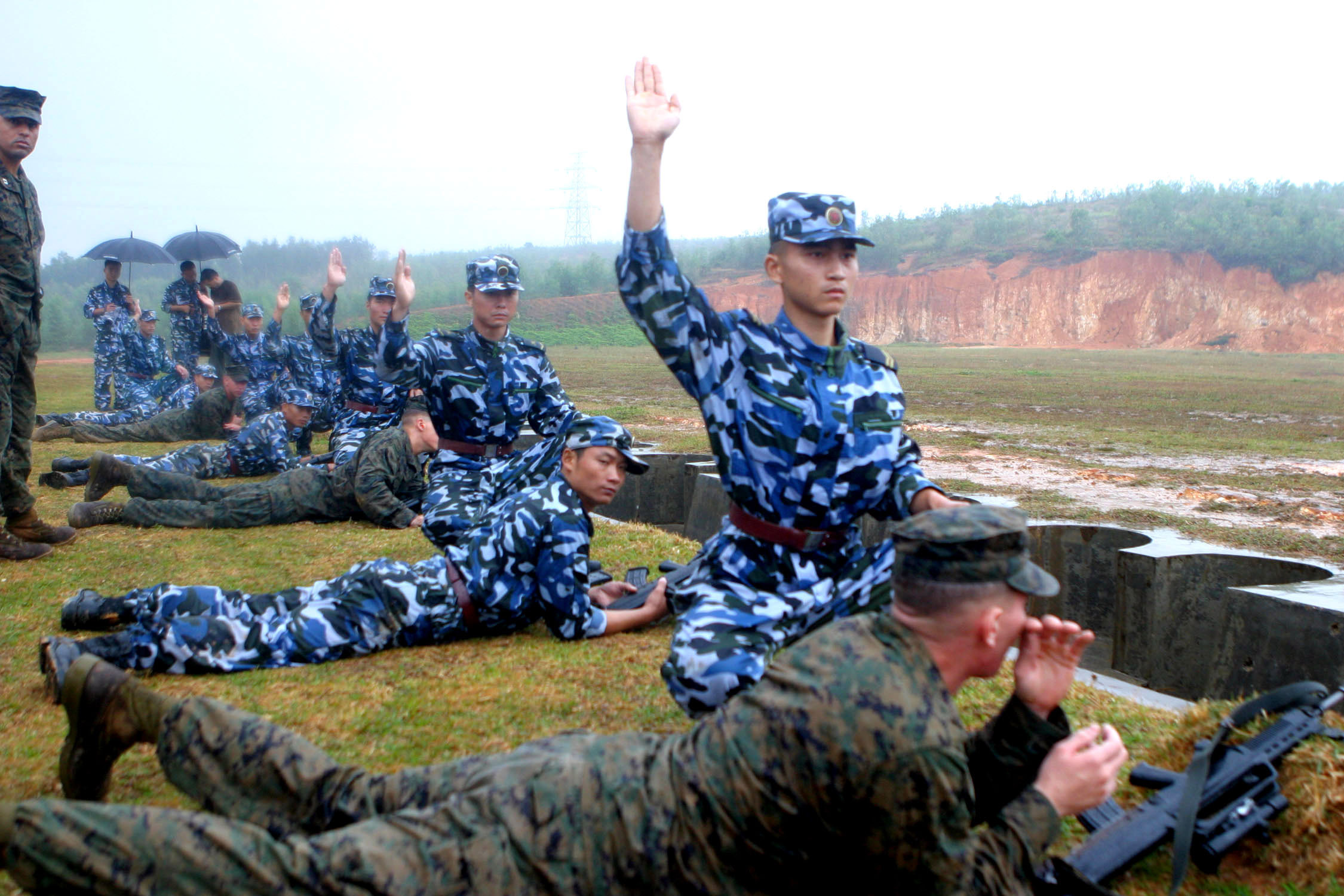
2006年，中美海軍陸戰隊在湛江聯合訓練時射擊95式自動步槍

1979年，为了适应日益复杂的周边形势，特别是南海地区快速部署任务需要，中央军委决定重组海军陆战队，同时还决定将海军陆战队以旅的形式配属给海军三个舰队，不采用独立形式的海军陆战队。1979年12月，以海南军区131师（原守备第27师）391团为基础和一个建制水陆坦克营、两个装甲步兵连合编组建南海舰队海军陆战第一旅。1980年5月5日，该旅在海南岛龙洲河畔正式成立，这是第一个成立的陆战旅。陆战第一旅成立之初，部队官兵甚至没有专门的营房与训练大纲，全部都要依靠自己建设和摸索。
1995年初，海军决定组建一支女子陆战队，1995年6月正式成立，这是中国人民解放军海军第一支女子陆战队。1998年7月1日，陆军第41集团军164师被整编为南海舰队海军陆战队第164旅（旅长李新根），而当时全军正裁减员额50万。另外，在飞鹅岭设有海军陆战队综合战术训练场。
1999年，海军陆战队参加了首都各界庆祝中华人民共和国成立50周年大会阅兵。2005年，中国海军陆战队参加“和平使命-二〇〇五”中俄联合军事演习。2000年代，陆续同美国、法国海军陆战队员训练比武。2008年，海军陆战队完成北京奥运会青岛赛区安保任务。2009年4月，海军陆战队官兵随海军舰艇编队赴亚丁湾执行护航任务。2009年，在海军成立60周年的海上阅兵中，“昆仑山”号船坞登陆舰搭载300名陆战队员，接受中共中央总书记、国家主席、中央军委主席胡锦涛检阅。
2008年5月14日，海军陆战队某旅2750名官兵经43小时摩托化行军1853公里，抵达四川汶川大地震灾区遂行抢险救灾任务。这是中国海军第一次派特种作战部队依靠自我保障成建制完成千里机动。
2009年1月发布的《二〇〇八年中国的国防》白皮书中称，海军陆战队主要由陆战步兵、两栖装甲兵、炮兵、工程兵、两栖侦察兵等构成，编有陆战旅。海军陆战队的主要任务是独立或者配合陆军部队实施登陆作战，夺取登陆点及登陆地段，保障后续梯队登陆。可见此时的海军陆战队的任务中并不包括向纵深进攻。
截至2017年，海军陆战队拥有两个兵力各达4500人的的陆战旅，以及其他规模的海军基地卫戍部队，合计约两万人。2017年3月30日，国防部新闻局副局长、国防部新闻发言人吴谦在国防部例行记者会上表示，“目前，包括海军陆战队调整在内的相关改革措施正在按计划稳步推进。”在2017年深化国防和军队改革中，海军陆战队调整结构编成，包括摩托化步兵旅、机械化步兵旅等陆军部队转隶改编为海军陆战队，海军在东海舰队、北海舰队配备陆战部队，各陆战旅的建设将各有侧重。
2017年前，海軍陸戰隊僅下轄2個旅，均隸屬於南海艦隊，均驻扎于湛江，即陸戰第一旅和陸戰第一六四旅。

### 独立成军与“合成旅”化（2017年至今）
2017年4月18日，中共中央总书记、国家主席、中央军委主席习近平在北京八一大楼接见新调整组建的84个军级单位主官，并对各单位发布训令；中共中央政治局委员、中央军委副主席许其亮宣读习近平主席签发的中央军委关于调整组建军兵种部队和省军区系统军级单位的命令、决定。在这次军级单位调整组建中，海军陆战队的独立兵种领导机构——海军陆战队司令部正式成立，由海军总部、陆战旅的基层带兵人、海军陆战学院等院校专家构成，归海军总部直辖。司令部将负责海军陆战队的行政管理、兵种建设与训练，而陆战队战时指挥权则属于各个战区。海军陆战队政委袁华智在上述2017年4月18日的大会上代表海军系统军级单位发言。
2017年改革中，原陆战第一六四旅番号改为第二旅；原福建省军区海防第十三师、南京军区海防第十一旅划入东部战区海军，分别调整为第三、第四旅；原青岛警备区海防第八团、陆军第二十六集团军摩托化步兵第七十七旅划入北部战区海军，分别调整为第五、第六旅。中国海军特种大队（蛟龙突击队）调整为海军陆战队第七旅。
2023年1月，解放军中部战区陆军第八十二集团军“野八旅”、北部战区陆军第七十九集团军合成第二〇〇旅和中部战区陆军第八十三集团军特战旅，总共三个旅的陆军部队，转隶为海军陆战队。

## 编制

### 司令部职能部门
- 参谋部
- 政治工作部
- 保障部
- 装备部
- 纪律检查委员会

### 直属部队
- 海军陆战队第七旅
- 独立航空兵旅
- 海军陆战队医院
- 海军陆战队训练基地

### 战区海军陆战队
- 海军陆战队第一旅（隸屬南部戰區）
- 海军陆战队第二旅（隸屬南部戰區）
- 海军陆战队第三旅（隸屬東部戰區）[19]
- 海军陆战队第四旅（隸屬東部戰區）[19]
- 海军陆战队第五旅（隸屬北部戰區）
- 海军陆战队第六旅（隸屬北部戰區）[19][23]

### 海外駐軍
中国人民解放军驻吉布提保障基地是中國第一個永久性海外軍事基地，位於吉布提共和國吉布提市。此地目前主要駐守單位以一個陸戰合成營為基礎，加強了直升機等其他單位，基地總人數為1000-2000人。

## 历任领导
| 司令员 1. 孔军 海军少将（2017年3月—2021年12月） 2. 祝传生 海军少将（2021年12月—） | 政治委员 1. 袁华智 海军少将（2017年3月—2018年12月） 2. 王洪斌 海军少将（2019年4月—） |

## 榮譽部隊
- 沂蒙旅：海军陆战队陆战第六旅（前身為陸軍第二十六集團軍摩托化步兵第七十七旅）
- 攻堅模範連：陸戰第六旅空中突擊營某連（前身為華東野戰軍第八縱隊六十七團四連）
- 碾莊圩突擊模範連：陸戰第六旅空中突擊營某連（前身為華東野戰軍第八縱隊六十七團九連）

## 流行文化
- 《火蓝刀锋》，2012年出品的電視劇，由張國慶導演，楊志剛主演。是中國第一部以海軍陸戰隊員為主角的電視劇。
- 《红海行动》，2018年上映的電影，由林超賢導演，張譯等人主演。以海军特种作战大队队员（自2017年起为“海军陆战队特种作战旅”）為主角。

## 中国海军陆战队之歌
《中国海军陆战队之歌》，由毛毛填词，应锡恩编曲。
军中之军 钢中之钢
我们是祖国的热血儿郎
尖刀拔出鞘炮弹压上膛
只等着冲锋号角吹响
涌浪中我们特别能吃苦
岸滩上我们特别能打仗
背水攻坚 势不可挡
海军陆战队的战旗唯有向前方
背水攻坚 锐不可当
海军陆战队的战旗唯有向前方
军中之军 钢中之钢
我们是祖国的热血儿郎
尖刀拔出鞘炮弹压上膛
只等着冲锋号角吹响
涌浪中我们特别能吃苦
岸滩上我们特别能打仗
背水攻坚 势不可挡
海军陆战队的战旗唯有向前方
背水攻坚 锐不可挡
海军陆战队的战旗唯有向前方

## 圖集

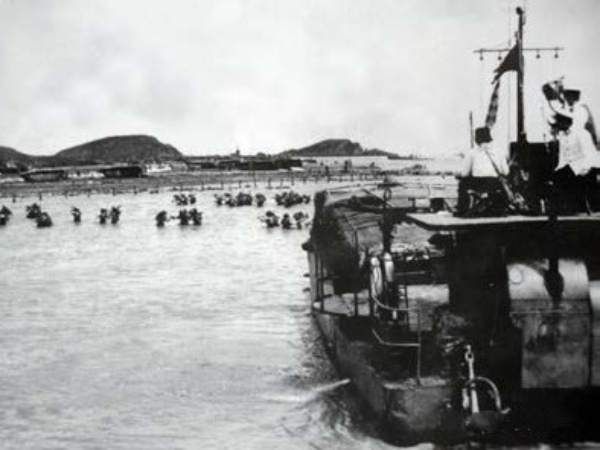
1950年代的海军陆战队两栖登陆演习
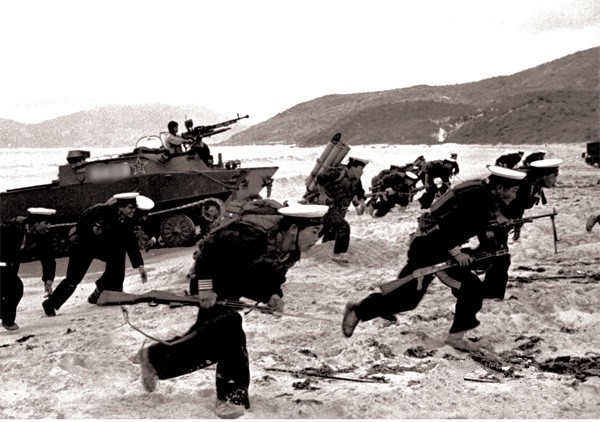
1980年代，海军陆战队两栖登陆演习
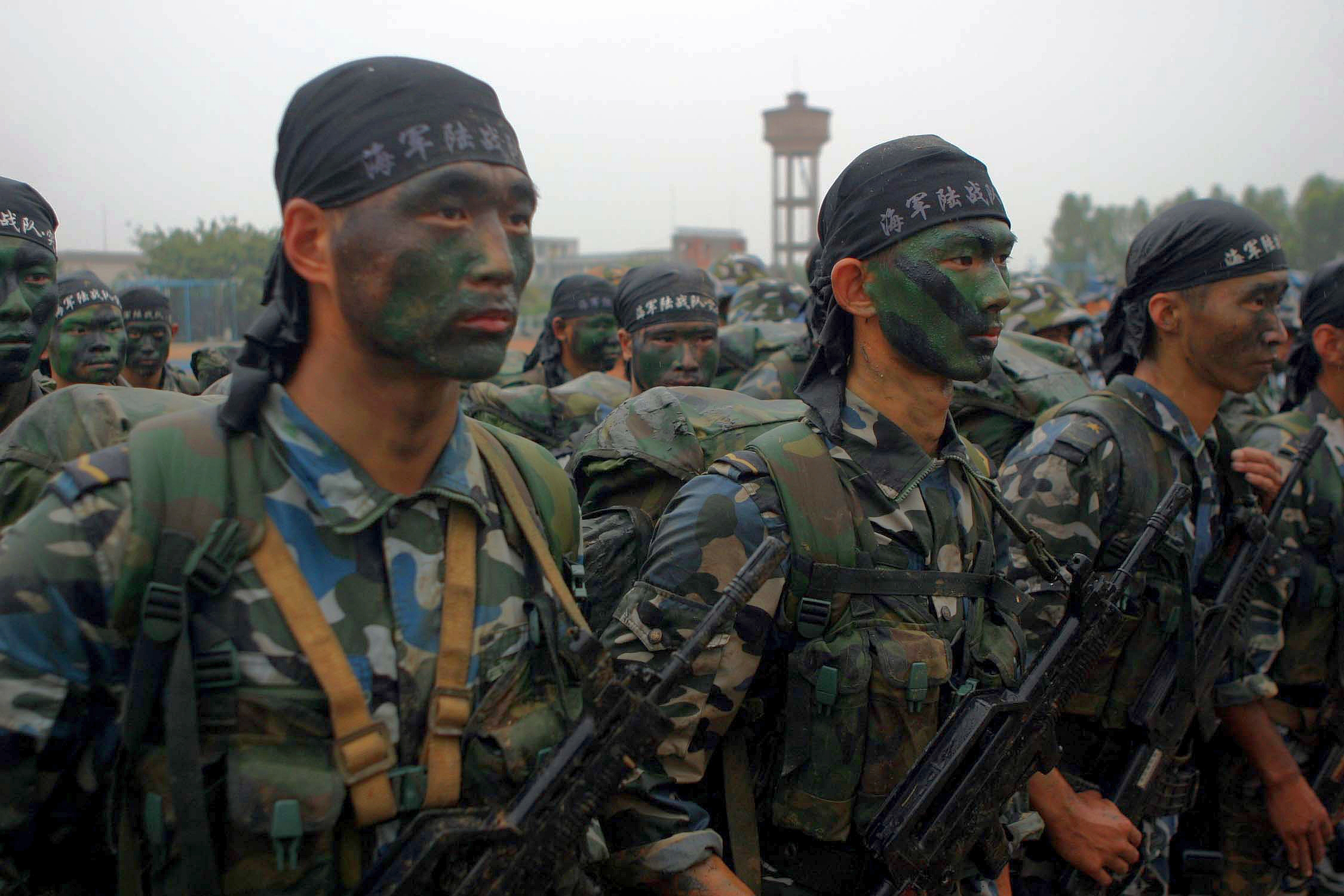
2006年，美国太平洋舰队司令加里·拉夫黑德上将访问中国海军湛江基地，这是列队欢迎他的中国人民解放军海军陆战队官兵
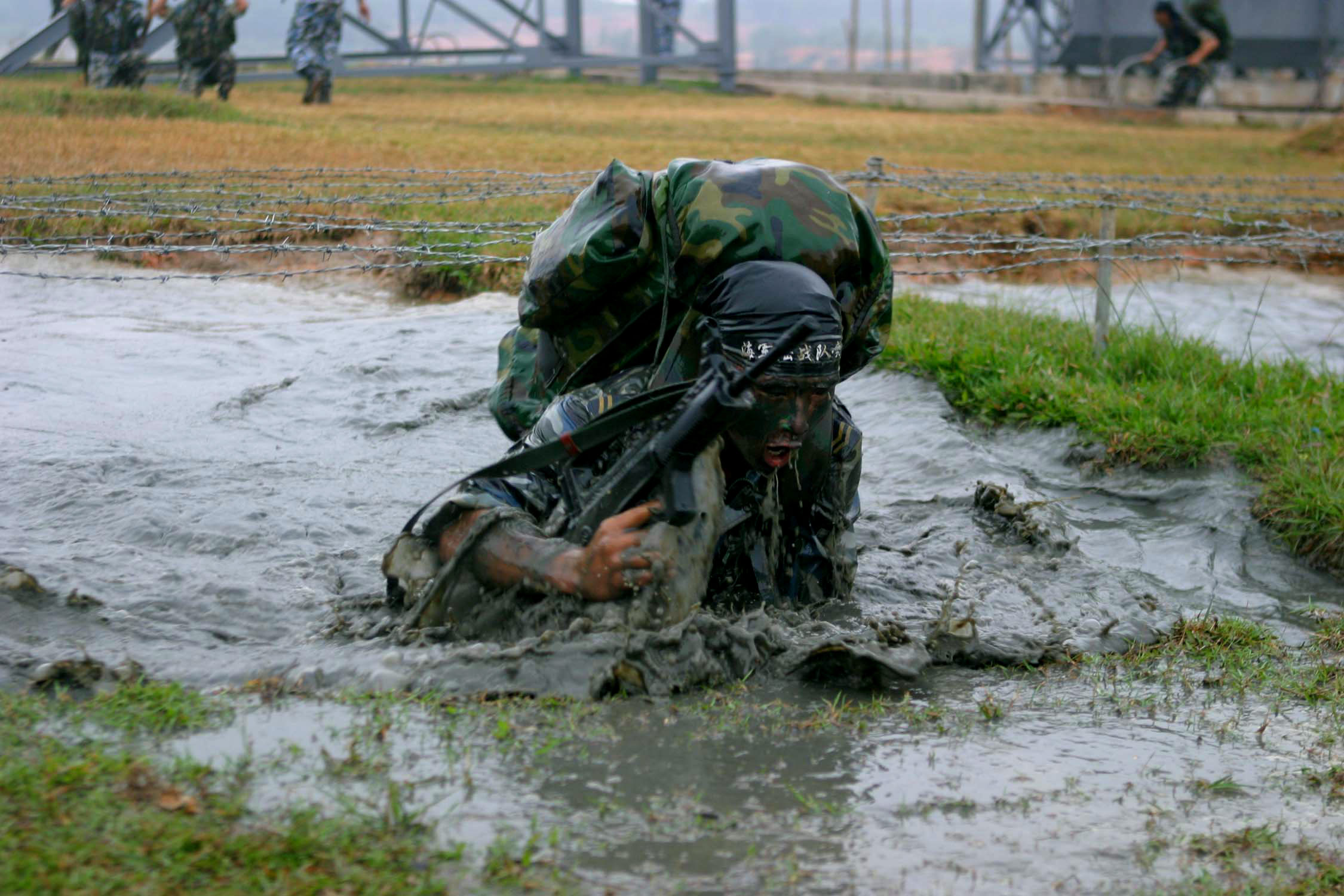
2006年，中国人民解放军海军陆战队的演练。
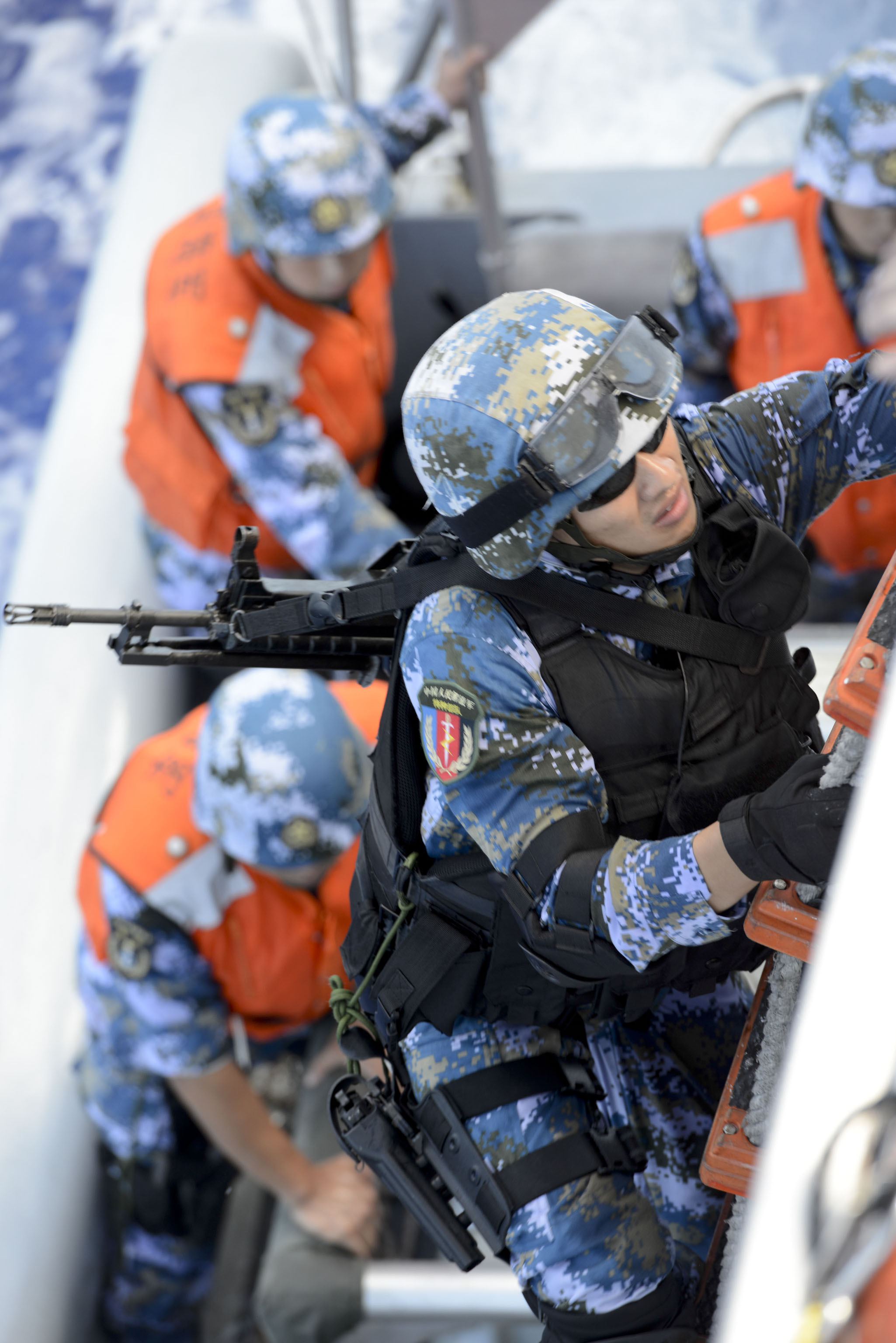
2014年環太平洋軍事演習，解放军海军陆战队士兵进行登舰演练。
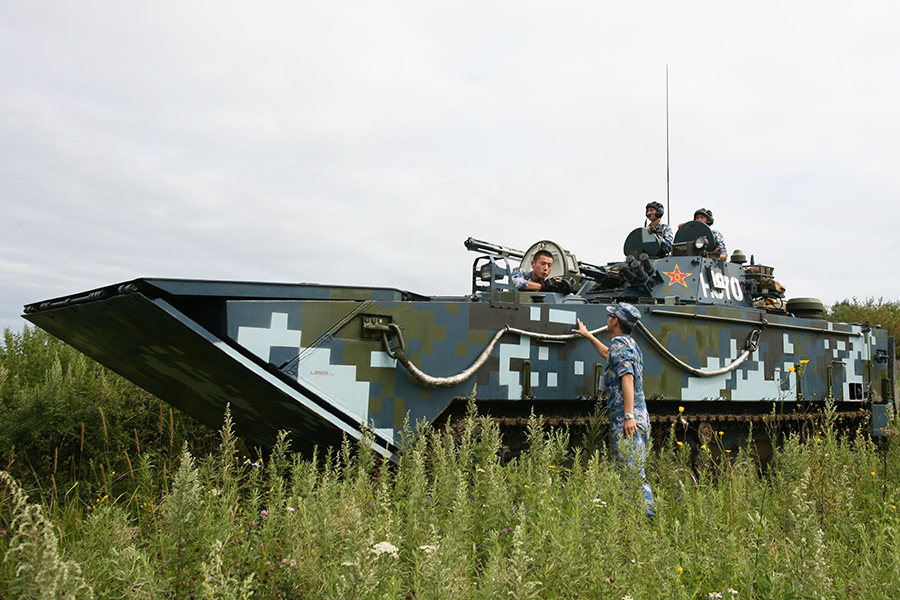
2015年，與俄軍聯合演習的ZBD-05兩棲步兵戰車
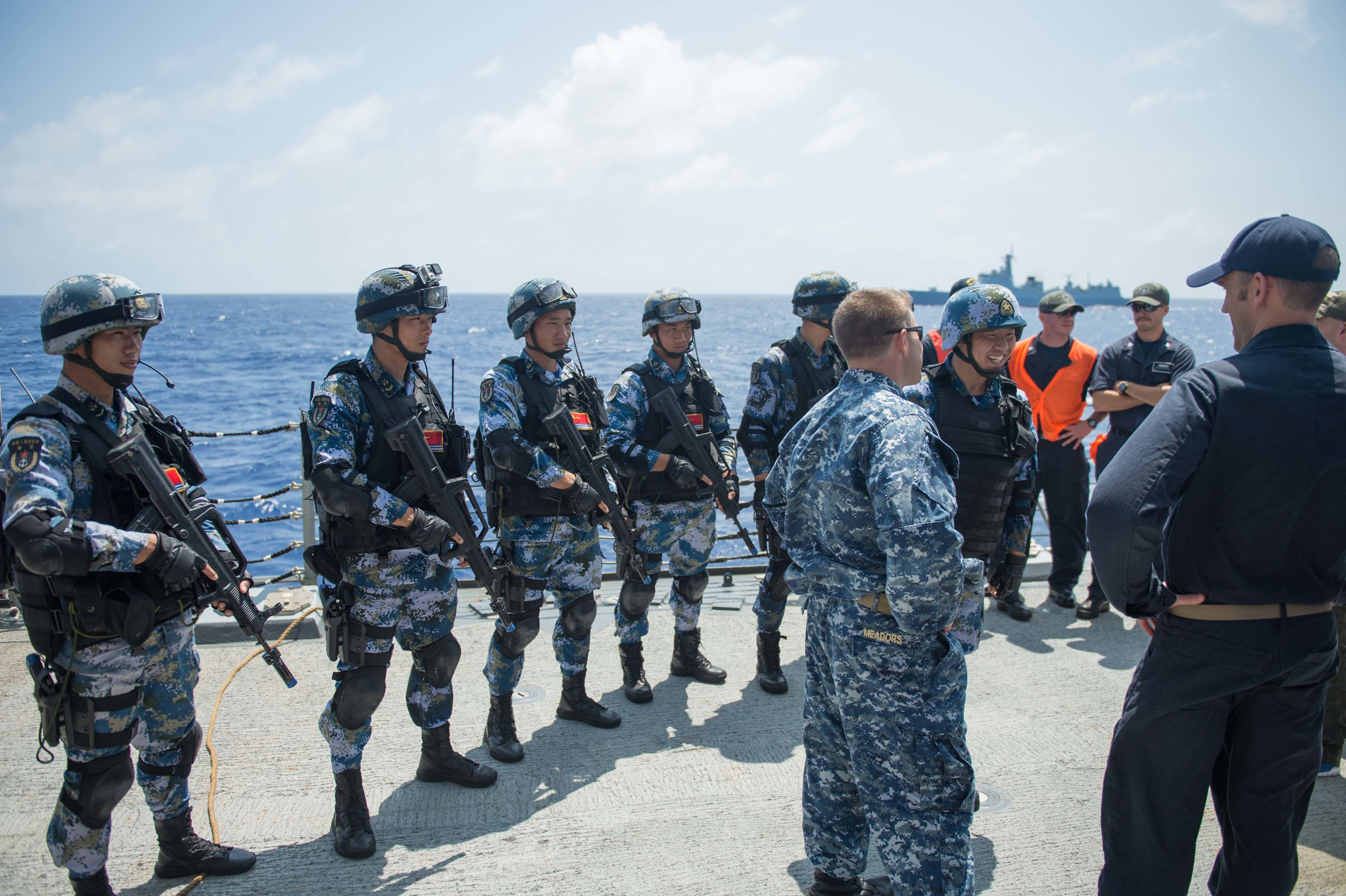
2016年環太平洋軍事演習，解放軍海軍陸戰隊與美國海軍水兵
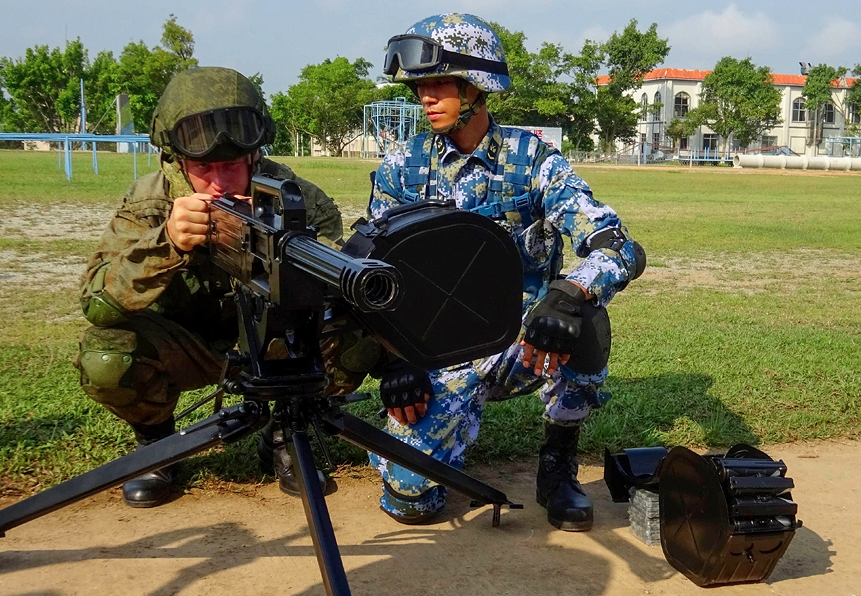
“海上聯合-2016”演習，解放軍海軍陸戰隊指導俄羅斯士兵使用QLZ-04榴彈發射器
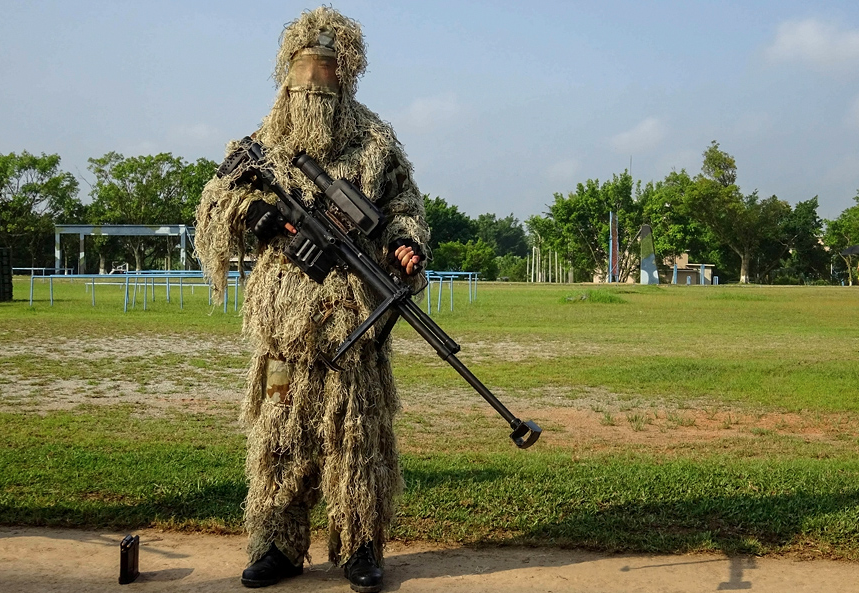
“海上聯合-2016”演習，身穿吉利服，手持QBU-10反器材狙擊步槍的陸戰隊員
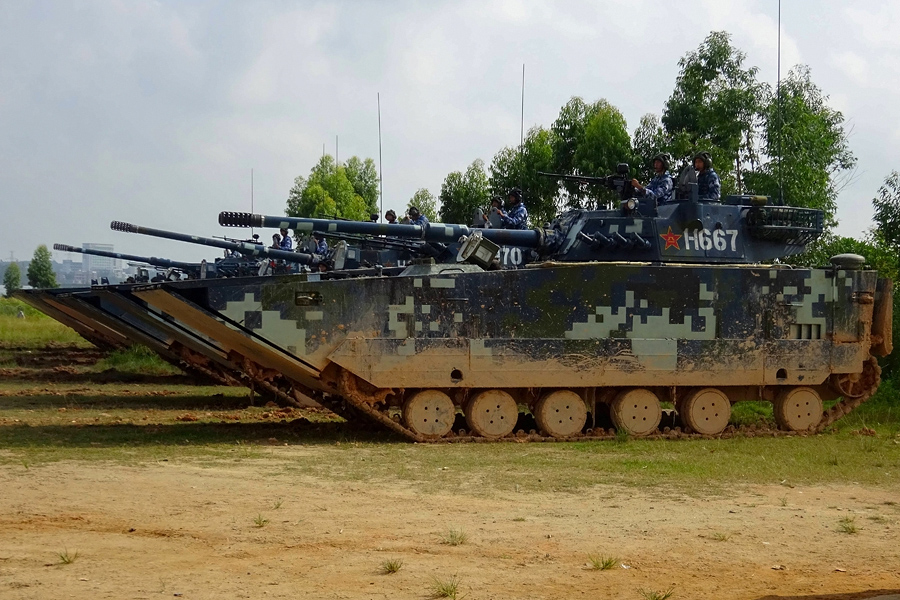
參與“海上聯合-2016”演習的ZTD-05兩棲坦克

### 其他職能類似的兩棲作戰部隊
除此之外，也有相當數量的隸屬於中國人民解放軍陸軍的兩棲部隊在具體職能上與海軍陸戰隊高度重合，其中包括：
- 兩棲合成第五旅（駐浙江湖州，隸屬陸軍第七十二集團軍）
- 兩棲合成第一二四旅（駐浙江湖州，隸屬陸軍第七十二集團軍）
- 兩棲合成第十四旅（駐福建同安，隸屬陸軍第七十三集團軍）
- 兩棲合成第九十一旅（駐福建同安，隸屬陸軍第七十三集團軍）
- 兩棲合成第一旅（駐廣東惠州，隸屬陸軍第七十四集團軍）
- 兩棲合成第一二五旅（駐廣東惠州，隸屬陸軍第七十四集團軍）